# Iodometano
Lo iodometano, o ioduro di metile, comunemente scritto in chimica in forma simbolica come MeI, è un alogenuro alchilico avente formula molecolare CH3−I. Può essere considerato come ottenuto dal metano (CH3−H) per sostituzione di un atomo di idrogeno con un atomo di iodio, oppure dall'acido iodidrico (H−I) per sostituzione di un atomo di idrogeno con un metile (CH3−). In chimica è uno dei più semplici reagenti metilanti di uso generale e per questo viene largamente utilizzato nella sintesi organica.
In natura viene emesso in piccole quantità dalle piantagioni di riso. In agricoltura ne viene proposto l'utilizzo come agente fumigante in sostituzione del bromometano, bandito dal protocollo di Montréal.

## Proprietà e struttura molecolare
Lo ioduro di metile è un composto termodinamicamente stabile, la sua formazione dagli elementi è moderatamente esotermica: ΔHƒ° = -13,6 kJ/mol.
Lo ioduro di metile, a differenza degli altri tre alogenuri di metile (MeF, MeCl, MeBr) che a temperatura ambiente sono gassosi, si presenta come un liquido incolore molto volatile, denso (d = 2,28 g/mL), dall'odore etereo pungente, poco solubile in acqua (≈ 14 g/L, o ≈ 0,1 mol/L), ma miscibile nella maggior parte dei solventi organici; in alcool ed etere è solubile in ogni proporzione. Esposto all'aria e alla luce tende a imbrunire. Il liquido ha una costante dielettrica modesta, εr = 7,0, ma in linea con quelle degli altri ioduri alchilici, ed è fotosensibile.
Nella molecola CH3I l'atomo centrale di carbonio si lega covalentemente a tre atomi di idrogeno e a un atomo di iodio e, con quattro legami sigma, è pertanto ibridato sp3. La geometria molecolare è tetraedrica, ma con simmetria C3v.

## Sintesi
Lo iodometano viene sintetizzato facendo reagire il metanolo con triioduro di fosforo, ottenuto in situ utilizzando iodio e fosforo rosso:
{\displaystyle {\ce {P4 + 6I2 -> 4PI3}}}
{\displaystyle {\ce {3 CH3OH + PI3 -> 3 CH3I + H3PO3}}}
Un metodo di sintesi alternativo sfrutta la reazione tra dimetilsolfato e ioduro di potassio in presenza di carbonato di calcio:
{\displaystyle {\ce {(CH3)2SO4 + KI -> CH3I + CH3OSO2OK}}}
Lo iodometano può essere purificato tramite distillazione e successivo lavaggio con tiosolfato di sodio per rimuovere le tracce di iodio.
Un altro metodo di sintesi utilizza metanolo e ioduro di potassio in presenza di acido solforico:
{\displaystyle {\ce {CH3OH + KI + H2SO4 -> CH3I + KHSO4 + H2O}}}
La reazione viene condotta a bassa temperatura e l'acqua prodotta viene assorbita dall'eccesso di acido solforico, spostando in questo modo l'equilibrio verso destra. Lo iodometano ottenuto può essere distillato dalla miscela di reazione.

## Reazioni
Lo iodometano è un eccellente substrato per le reazioni SN2, stericamente poco impedito e con lo iodio che costituisce un buon gruppo uscente in quanto lo ioduro è una base debolissima e molto polarizzabile. Viene utilizzato per metilare nucleofili contenenti atomi di carbonio, ossigeno, zolfo, azoto e fosforo. Per esempio può essere utilizzato per la metilazione di fenoli e acidi carbossilici:
Un altro esempio è rappresentato dalla metilazione dell'ammoniaca e delle ammine, con formazione di metilammine (ioduri di metilammonio come intermedi) e ioduri di ammonio quaternario (ioduro di tetrametilammonio):
Lo iodometano può essere utilizzato come precursore del reattivo di Grignard CH3MgI.
Nel processo Monsanto, lo ioduro di metile si forma in situ per reazione tra metanolo e acido iodidrico. Successivamente CH3I reagisce con il monossido di carbonio in presenza di un complesso del rodio formando CH3COI (ioduro di acetile), che dopo idrolisi produce acido acetico.

## Sicurezza

### Tossicità ed effetti biologici
Lo iodometano presenta una tossicità acuta da moderata ad alta per inalazione e ingestione. Il Centers for Disease Control and Prevention (CDC) elenca l'inalazione, l'assorbimento cutaneo, l'ingestione e il contatto con gli occhi come possibili vie di esposizione con gli organi bersaglio degli occhi, della pelle, del sistema respiratorio e del sistema nervoso centrale. I sintomi possono includere irritazione agli occhi, nausea, vomito, vertigini, atassia, linguaggio confuso e dermatite. Nella tossicità acuta ad alte dosi, come può verificarsi in incidenti sul lavoro, la tossicità include disturbi metabolici, insufficienza renale, trombosi venosa e arteriosa ed encefalopatia con convulsioni e coma, con un pattern caratteristico di danno cerebrale.
Lo iodometano ha una LD50 per la somministrazione orale ai ratti di 76 mg/kg e nel fegato subisce una rapida conversione in S-metilglutatione. È classificato come potenzialmente cancerogeno da varie agenzie attive nell'ambito medico e ambientale. Lo IARC lo pone all'interno della categoria 3 (classificazione impossibile riguardo all'azione cancerogena per l'uomo).
La sua tossicità deriva dalla sua potente azione metilante: gli enzimi contenenti gruppi solfidrili -SH risentono particolarmente dell'effetto di questo tipo di sostanze, e vengono inibiti. A risentirne in particolare è il sistema nervoso centrale, dove la mancanza di questi enzimi provoca danni gravi.